# Muhamed
Muhamed je moško osebno ime.

## Izvor imena
Ime Muhamed je muslimansko, ki izhaja prek turškega Muhammed iz arabskega imena Muhammäd s pomenom »zelo hvaljen; slavljen; proslavljen; ki zasluži vso hvalo«  

## Različice imena
- moške različice imena: Muhammed, Muhammet; skrajšane različice: Hama, Hamica, Hamić, Hamo, Muko, Mumo, Mušan, Mušo
- sorodno ime: Mehmed

## Pogostost imena
Po podatkih Statističnega urada Republike Slovenije je bilo na dan 31. decembra 2007 v Sloveniji število moških oseb z imenom Muhamed: 566.

## Zanimivost
- Muhamed, slovenko Mohamed je utemeljitelj in prerok islama.